# Георги Белазелков
Георги Белазелков (изписване до 1945 година: Георги Бѣлазелковъ) е български революционер, деец на Вътрешната македоно-одринска революционна организация.

## Биография
Георги Белазелков е роден в град Прилеп, тогава в Османската империя. Родът му е на заможни бакали, дейци на народното дело. Сред тях са редица революционери и просветни дейци: Рампо Белазелка, Иван Белазелков, Борис Белазелков и други.
Член е на Прилепския революционен комитет и е осъден за дейността си. Лежи в битолския затвор заедно с Даме Груев. На 20 май 1898 година укрива в дома си в Прилеп революционерите Христо Чемков и Йордан Гавазов, но на 23 май те са открити от турската полиция, която нахлува в къщата въпреки опитите на дежурящата домакиня, Темана Белазелчица, да спечели време за бягството им. Започва сражение, при което двамата революционери загиват. Темана и братята Белазелкови са арестувани и осъдени на дългогодишен затвор.